# اوزکان کوچتورک
اوزکان کوچتورک (انگلیسی: Özkan Koçtürk؛ زادهٔ ۶ نوامبر ۱۹۷۴) بازیکن فوتبال اهل ترکیه است.
از باشگاه‌هایی که در آن بازی کرده‌است می‌توان به باشگاه فوتبال فنرباغچه، باشگاه فوتبال آلتای اسپور، باشگاه فوتبال آینتراخت برانشوایگ، و باشگاه فوتبال بایر ۰۴ لورکوزن اشاره کرد.